# 大山祇神社 (伊勢市)
大山祇神社（おおやまつみじんじゃ）は、伊勢神宮皇大神宮（内宮）の所管社。内宮の宮域内、宇治橋東詰から東に進むと衛士見張所があり、見張所付近に子安神社と並び鎮座する。

## 概要
三重県伊勢市宇治館町の伊勢神宮内宮境内に鎮座する。神路山の山裾にある。内宮の所管社30社のうち第29位である。旧称を「山神社」と言い、神宮式年遷宮の最初の祭儀である「山口祭」はこの神社で催行されていたとされる。その後、御杣山の移動に伴い、山口祭の祭場が移動し、大山祇神社に捧げられることはなくなった。
社殿は玉垣に囲まれている。伊勢神宮の摂社・末社・所管社には通例、賽銭箱は置かれていないが、大山祇神社には賽銭箱が置かれている。社殿の手前には花の形をした手水鉢がある。その手前にあるのが子安神社、その奥にあるのが大山祇神社。
祭神は大山祇神（おおやまつみのかみ）。伊弉諾命（いざなぎのみこと）・伊弉冉命（いざなみのみこと）の子であり、山の守護神とされる。

## 歴史
創建は不詳。ただし『延喜式神名帳』および『延暦儀式帳』に記載がないことから、古代には存在しなかったと推察される。明治5年6月（グレゴリオ暦：1872年7月）、教部省は両古書に記載のない神社を一律に神宮所管から外し、度会県および三重県管轄に移行したため、大山祇神社も神宮所管から離れることとなった。県の所管に移行した大山祇神社は1879年（明治12年）以降、地元・宇治館町の産土神となった。
一方の神宮側では、内宮宮域にある大山祇神社と外宮宮域にある茜社（あこねやしろ）を神宮の所管に復帰すべく、神社局と内々に折衝を開始した。これは、両社が神苑の中央付近にあり、神宮にとって重要な場所であることと、紅白の幟や傷んだ鳥居などが林立する光景が神苑の景観を損ねているという理由からであった。茜社の氏子は神宮復帰を拒否したが、大山祇神社の氏子は1900年（明治33年）に自ら神宮に神宮所管への復帰を願い出た。（実際には神宮司庁からの要請により願い出たようである。）この願いが受け入れられ、大山祇神社とその境内社の子安神社および両社の社地174余坪（≒575m2）が1900年（明治33年）、内宮に編入された。
1924年（大正11年）3月に造り替えられた。

## 交通
- JR参宮線・近鉄山田線伊勢市駅南口（JR側）または近鉄山田線・鳥羽線宇治山田駅より三重交通バスに15分ほど乗車、内宮前下車[10]。近鉄鳥羽線五十鈴川駅からも三重交通バスで内宮前へ行くことが可能である。
- 伊勢自動車道伊勢西ICより三重県道32号伊勢磯部線（御木本道路）を南へ約5分または伊勢ICより国道23号を南へ約5分、付近に駐車場あり[10]。